# René-Moawad-Flughafen

i7
i11
i13
Der Flughafen René-Moawad-Luftwaffenbasis (arabisch مطار الرئيس الشهيد رينيه معوض, DMG Maṭār ar-Ra'īs asch-Schahīd Rīnīh Muʿawwaḍ, IATA-Code: KYE, ICAO-Code: OLKA), früher und teilweise auch jetzt noch als Flughafen Koleyat (arabisch مطار القليعات, DMG Maṭār al-Qulaiʿāt) bekannt, ist ein sowohl militärisch als auch zivil genutzter Flughafen im Norden des Libanons in der Nähe der Stadt el-Qlaïaat (auch al-Qulay'at, Qulayaat, Kleyate oder Koleyat geschrieben).
Die libanesische Luftwaffe hat den zivilen Flugplatz in den 1960er-Jahren zu einem Luftwaffenstützpunkt ausgebaut.
Im November 1989 trat die Nationalversammlung hier nach der Unterzeichnung des Abkommens von Ta'if zusammen, um René Moawad zum Präsidenten zu wählen. Er fiel 17 Tage später einem Attentat zum Opfer, und der Flughafen wurde zu seinen Ehren später umbenannt.
In den 1990er-Jahren betrieb die libanesische Fluggesellschaft Middle East Airlines Flüge zwischen hier und Beirut im Liniendienst, um die Umgebung von Tripoli zu bedienen.
Während des Libanonkriegs 2006 bombardierte die israelische Luftwaffe am 13. Juli 2006 den Flughafen.